# Amos (Québec)
Pour les articles homonymes, voir Amos.
Amos est une ville canadienne du Québec, chef-lieu de la MRC d'Abitibi, dans la région de l'Abitibi-Témiscamingue.
Seule ville majeure le long de la rivière Harricana, ses principales ressources sont l'eau de source et les produits forestiers (principalement le papier).
Première ville de l'Abitibi, elle fut baptisée à ce titre le « Berceau de l'Abitibi ».

## Toponymie

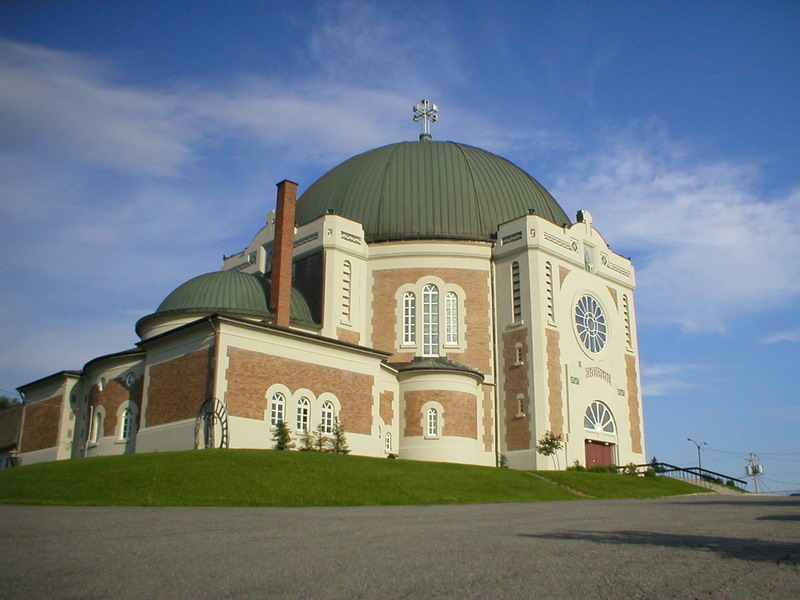
Cathédrale Sainte-Thérèse-d'Avila d'Amos.

La Commission de toponymie écrit à son sujet : « La ville d'Amos, riveraine de l'Harricana, a reçu ce nom en l'honneur de lady Gouin, née Alice Amos, épouse de sir Lomer Gouin qui était premier ministre du Québec au moment de la fondation de la municipalité, en 1914. Auparavant dénommée Latulipe, du nom de Élie-Anicet Latulipe (1859-1922), évêque du diocèse d'Haileybury (1915-1922) qui englobait cette portion de territoire, le changement du nom de cet endroit a longtemps provoqué du regret au sein de la population pionnière, originaire de Saint-Prosper-de-Champlain dans la région de Trois-Rivières. Jadis le territoire portait le nom algonquin « Koakikashi », portage des grands pins, puis d'Harricana, souvent orthographié Harricanaw, à l'époque de la construction du chemin de fer Transcontinental. » 

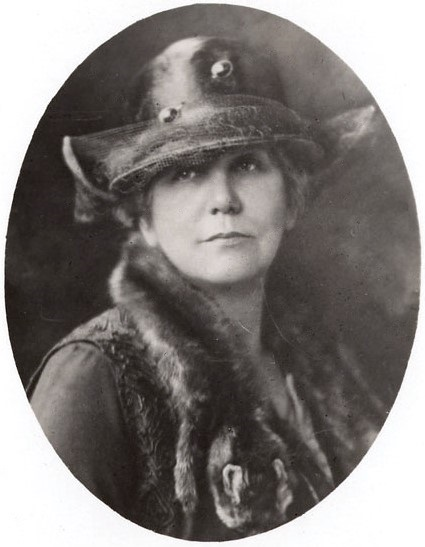
Alice Amos.
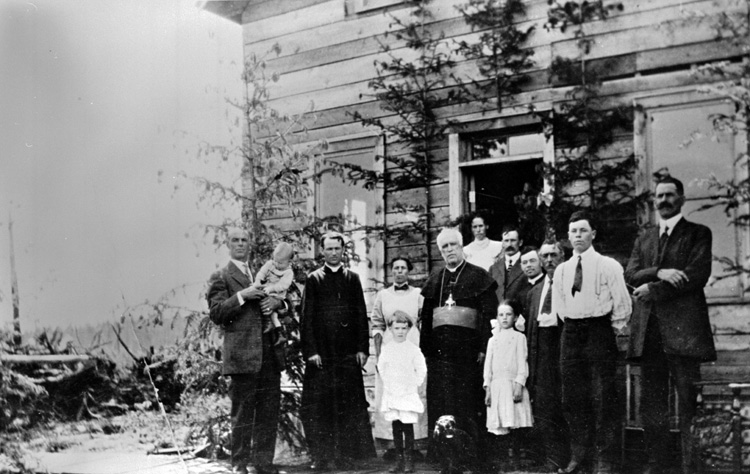
Élie-Anicet Latulipe.

## Géographie
Située au cœur de l'Abitibi, Amos jouit, de par sa localisation, d'une situation privilégiée qui la place au centre des principales voies de circulation de la région. Elle est aussi traversée par la rivière Harricana, voie de communication qui a joué un rôle prépondérant au début du XXe siècle dans le développement et la colonisation de la région, reliant les nouveaux centres miniers entre eux. 

## Histoire
Ce que l'on appelle aujourd'hui l'Abitibi faisait partie de la Terre de Rupert, propriété de la Compagnie de la Baie d'Hudson jusqu'à son achat par le gouvernement du Canada en 1869. L'Abitibi a été annexée au Québec le 13 février 1898 par décret fédéral.
Amos a été le premier point de colonisation en Abitibi en raison de sa situation privilégiée le long de la rivière Harricana. La colonisation débuta en 1910, la municipalité d'Amos étant fondée légalement en 1914, avec l'émission de la première charte municipale. Le nom de la ville provient du nom de famille d'Alice Gouin (née Alice Amos), épouse du Premier ministre du Québec de l'époque, Lomer Gouin.
Berceau de l'Abitibi à juste titre, c'est en avril 1914 qu'y débarqueront les premiers convois de colons abitibiens transportant 134 personnes issues de 22 familles. Celui auquel d'ailleurs on affublera le vocable de Père de l'Abitibi, l'avocat Hector Authier, deviendra de 1914 à 1918 le premier maire d'Amos et préfet du comté d'Abitibi naissant.
Au début du XXe siècle, la région de l'Abitibi-Témiscamingue apparaissait comme une terre promise, un vaste territoire vierge qu'il fallait coloniser. Venus des régions plus au sud, des milliers d'habitants s'y installèrent afin d'en exploiter les ressources naturelles.
En 1980, la Société Historique d'Amos devient la Société d'histoire d'Amos et il y est possible d'en apprendre sur histoire de la municipalité en détails.

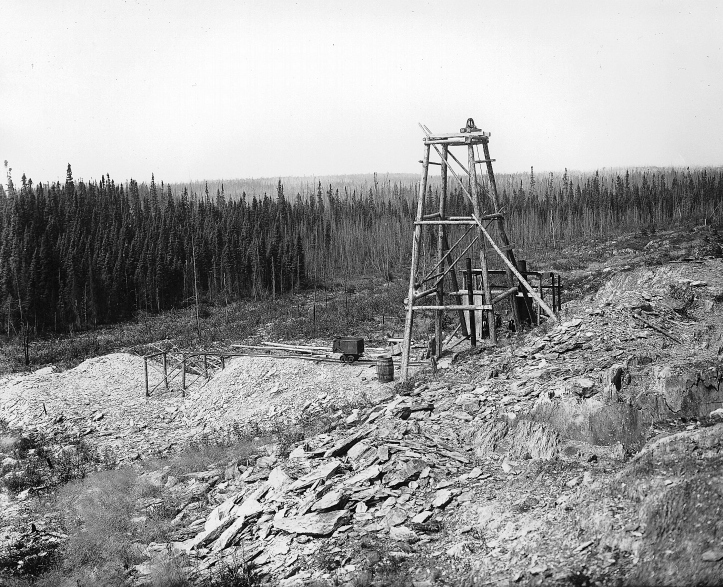
Mine de cuivre à Amos, 1916.
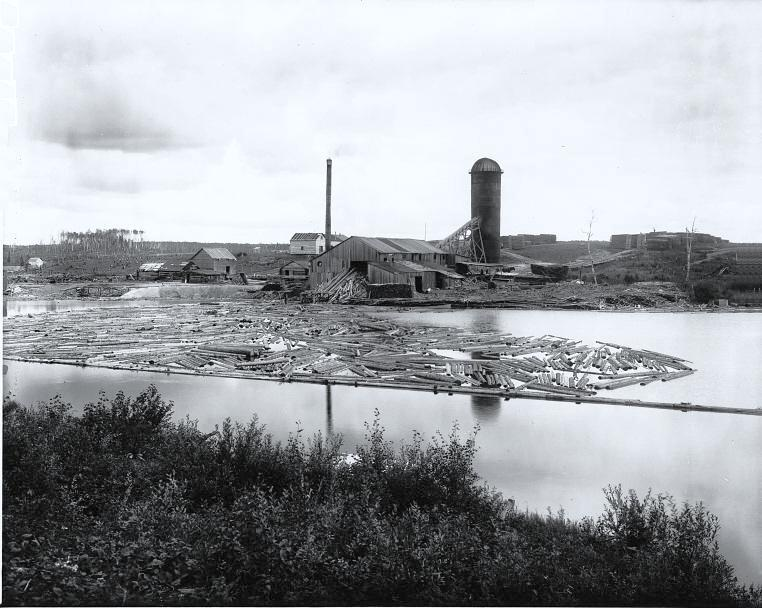
Scierie de la rivière Harricana, 1916.
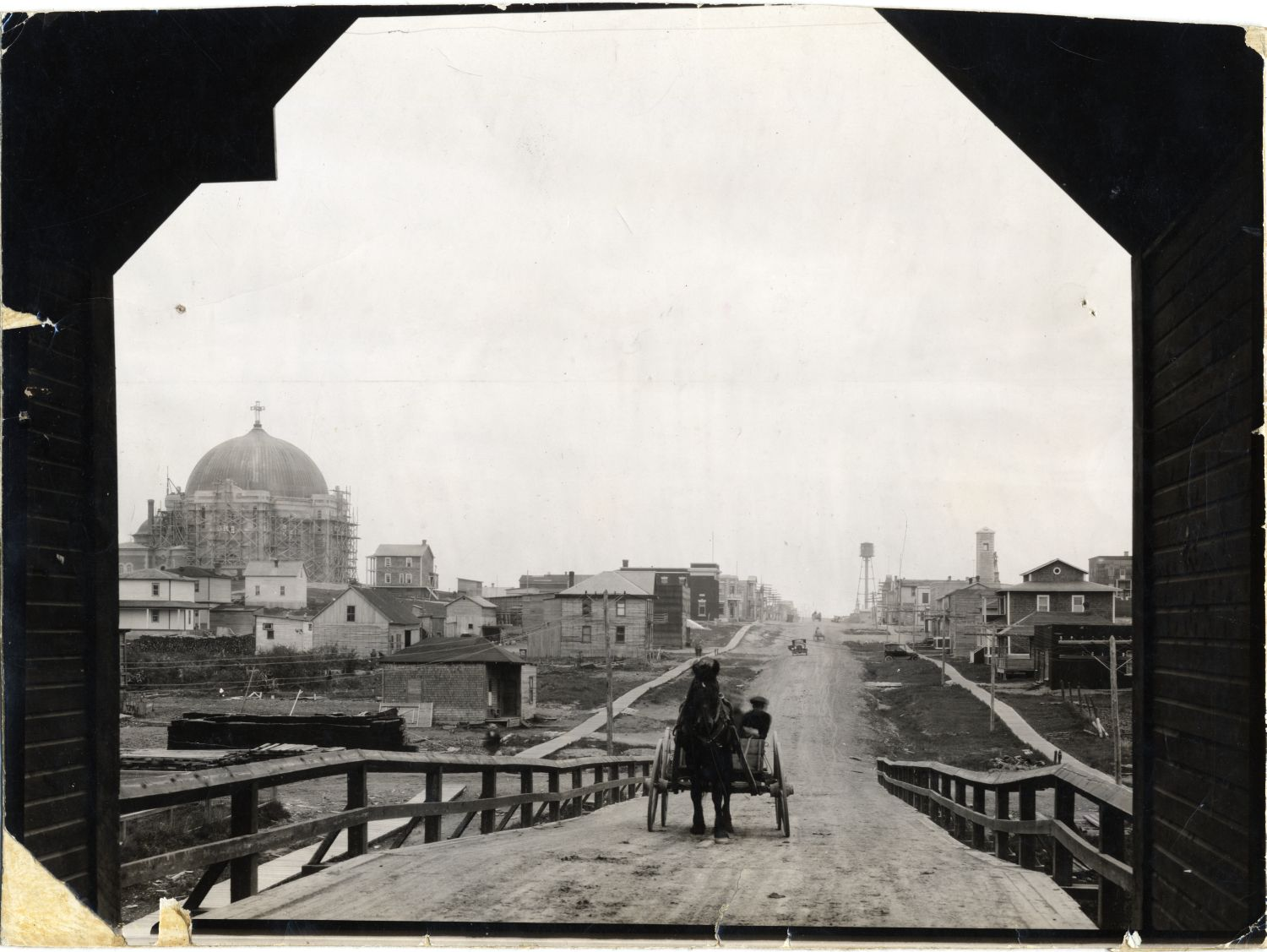
Amos, vue du pont couvert, 1923.
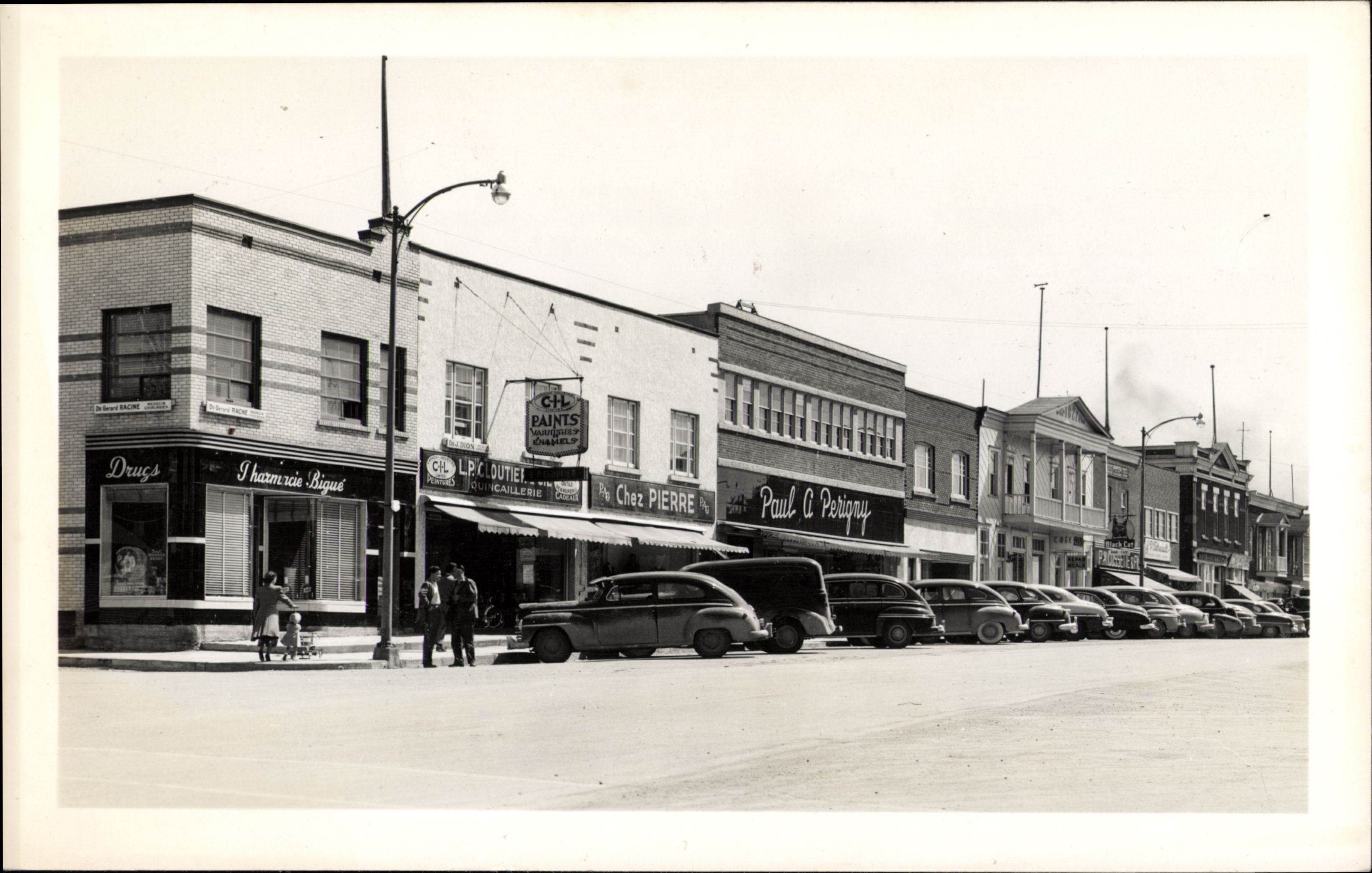
Carte postale d'Amos, 1930-1948.
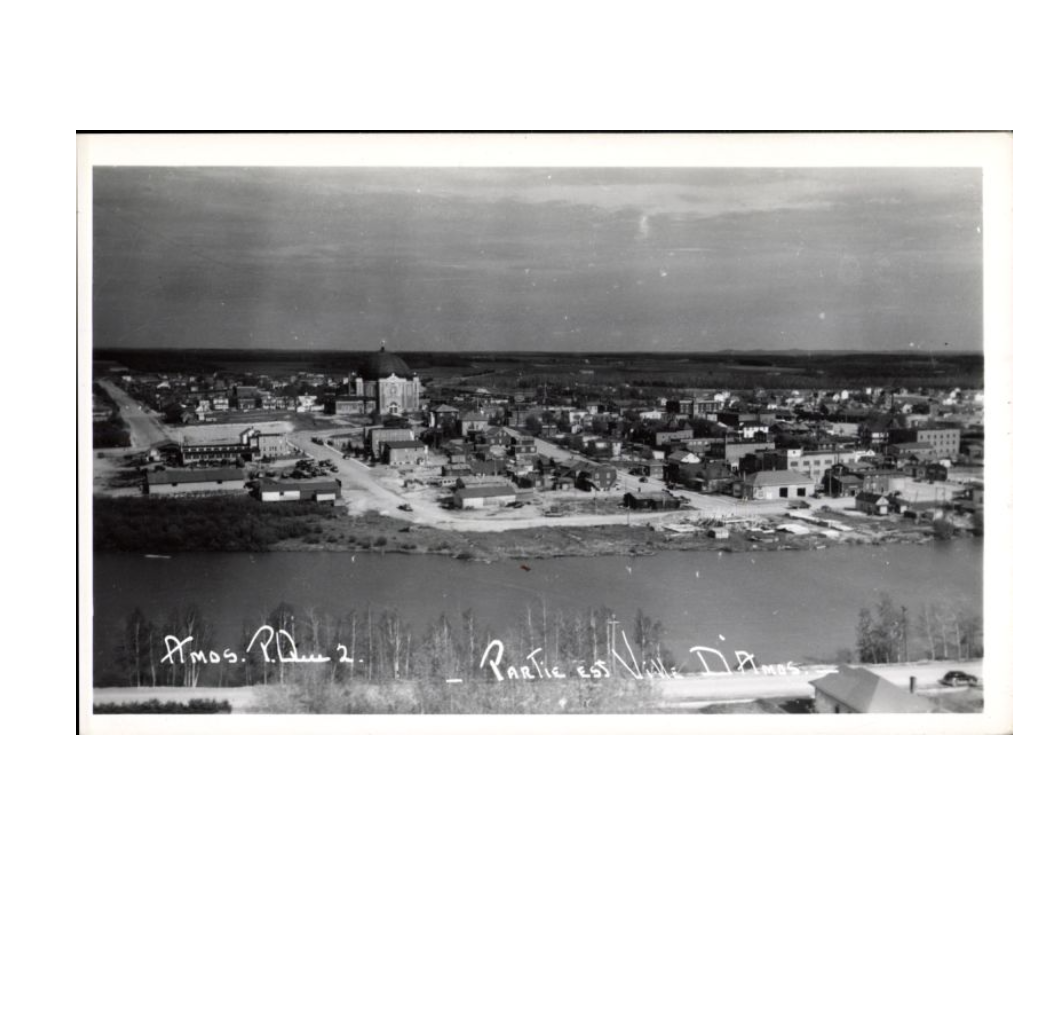
Ville d'Amos, vue du côté ouest de la ville.

### Chronologie municipale
- 3 janvier 1914 : Constitution de la municipalité de village d'Amos à partir de territoire non-organisé.
- 10 septembre 1917 : Constitution de la municipalité des cantons unis de Figuery-et-Dalquier-Partie-Ouest à partir de territoire non-organisé.
- 15 août 1918 : Constitution de la municipalité des cantons unis de Figuery-et-Dalquier-Partie-Est à partir de territoire non-organisé.
- 3 avril 1925 : Le village d'Amos change son statut pour celui de ville d'Amos.
- 10 novembre 1926 : La municipalité de paroisse de Saint-Marc-de-Figuery se détache de Figuery-et-Dalquier-Partie-Est.
- 29 octobre 1932 : La municipalité de Saint-Félix-de-Dalquier se détache de Figuery-et-Dalquier-Partie-Ouest et celle-ci change son nom pour "municipalité des cantons unis de Figuery-et-Dalquier-Partie-Sud-Ouest".
- 1er janvier 1943 : La municipalité de paroisse de Saint-Mathieu-d'Harricana se détache de Figuery-et-Dalquier-Partie-Sud-Ouest.
- 18 juin 1949 : Figuery-et-Dalquier-Partie-Sud-Ouest change son nom pour municipalité d'Amos-Ouest
- 8 juillet 1950 : Figuery-et-Dalquier-Partie-Est change son nom pour municipalité d'Amos-Est
- 9 février 1974 : Amos et Amos-Ouest se fusionnent sous le nom de ville d'Amos.
- 17 janvier 1987 : Amos et Amos-Est se fusionnent sous le nom de ville d'Amos.

## Climat
| Mois                                  | jan.       | fév.       | mars       | avril      | mai        | juin      | jui.      | août      | sep.      | oct.       | nov.       | déc.       | année           |
| ------------------------------------- | ---------- | ---------- | ---------- | ---------- | ---------- | --------- | --------- | --------- | --------- | ---------- | ---------- | ---------- | --------------- |
| Température minimale moyenne (°C)     | −22,8      | −21,3      | −14,1      | −4,6       | 3          | 8,3       | 11,2      | 9,9       | 5,5       | 0,2        | −7,4       | −18        | −4,2            |
| Température moyenne (°C)              | −17,3      | −15,2      | −8,2       | 0,9        | 9,3        | 14,7      | 17,2      | 15,6      | 10,5      | 4,1        | −4         | −13,2      | 1,2             |
| Température maximale moyenne (°C)     | −11,7      | −9         | −2,2       | 6,4        | 15,6       | 21        | 23,1      | 21,3      | 15,4      | 8          | −0,6       | −8,5       | 6,6             |
| Record de froid (°C) date du record   | −48,9 1951 | −52,8 1914 | −42,2 1916 | −29,4 1923 | −16,7 1923 | −5,6 1914 | −3,9 1926 | −1,7 1936 | −7,2 1939 | −14,4 1933 | −33,3 1929 | −47,8 1933 | −52,8 10/2/1914 |
| Record de chaleur (°C) date du record | 8,3 1946   | 11 1994    | 21,7 1945  | 29 1986    | 32,2 1921  | 37,2 1927 | 37,2 1921 | 35,6 1947 | 32,8 1953 | 26,7 1938  | 20 1945    | 14,5 1982  | 37,2 3/7/1921   |
| Ensoleillement (h)                    | 81,3       | 121,4      | 152,1      | 173,3      | 212,8      | 235,3     | 249,4     | 215,6     | 131,5     | 83,7       | 52,9       | 59,8       | 1 769           |
| Précipitations (mm)                   | 55,1       | 35,1       | 52,7       | 62,6       | 79         | 96,9      | 112,8     | 99,8      | 110,7     | 84,4       | 71,5       | 57,9       | 918,4           |
| dont neige (cm)                       | 50,6       | 33         | 38,2       | 22,8       | 1,3        | 0,1       | 0         | 0         | 0,4       | 9,1        | 41,8       | 51         | 248,4           |
| Nombre de jours avec précipitations   | 11,6       | 8,1        | 9,4        | 10,2       | 12,2       | 14,1      | 14,9      | 14        | 16,7      | 15,3       | 13,3       | 12,5       | 152,3           |
| Nombre de jours avec neige            | 11         | 7,8        | 6,9        | 4,2        | 0,45       | 0,03      | 0         | 0         | 0,14      | 2,6        | 9,4        | 11,5       | 54              |

| Diagramme climatique                                  |             |               |             |         |           |               |             |              |          |              |             |
| J                                                     | F           | M             | A           | M       | J         | J             | A           | S            | O        | N            | D           |
| −11,7−22,855,1                                        | −9−21,335,1 | −2,2−14,152,7 | 6,4−4,662,6 | 15,6379 | 218,396,9 | 23,111,2112,8 | 21,39,999,8 | 15,45,5110,7 | 80,284,4 | −0,6−7,471,5 | −8,5−1857,9 |
| Moyennes : • Temp. maxi et mini °C • Précipitation mm |             |               |             |         |           |               |             |              |          |              |             |

## Démographie
| 1991   | 1996   | 2001   | 2006   | 2011   | 2016   | 2021   |
| ------ | ------ | ------ | ------ | ------ | ------ | ------ |
| 13 783 | 13 632 | 13 044 | 12 584 | 12 671 | 12 823 | 12 675 |

## Administration

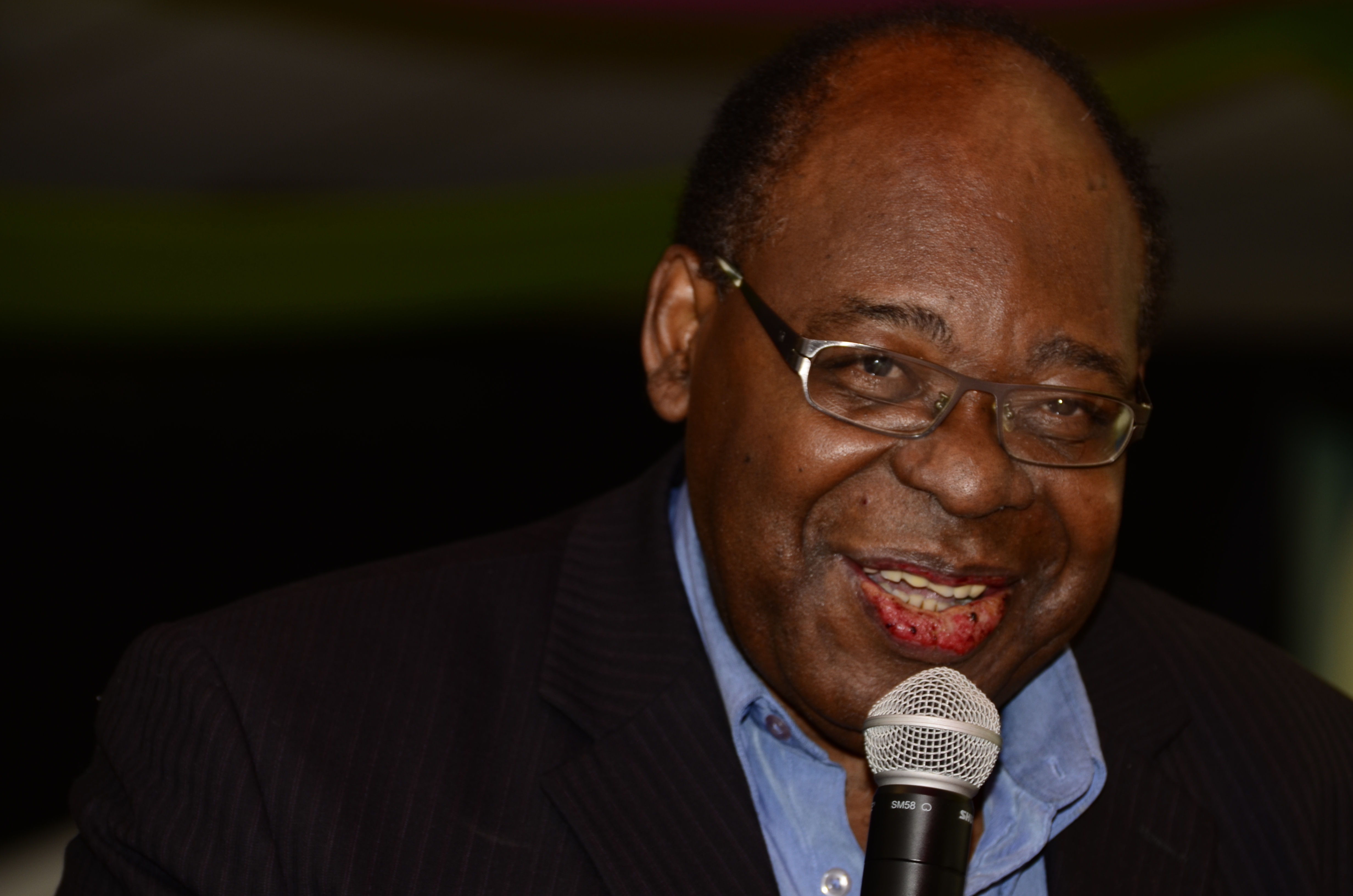
Ulrick Chérubin, maire d'Amos de 2002 à 2014, lors d'un événement associé aux festivités du de la ville.

Le maire Ulrick Chérubin (mort en fonction en septembre 2014) était, avec Michel Adrien (maire de Mont-Laurier), un des deux seuls maires issus d'une minorité ethnique (haïtien) au Québec. Lors de ses mandats Ulrick Chérubin était un ardent défenseur de la création d'une passerelle reliant les deux rives de la rivière Harricana qui traverse la ville. La passerelle fut construite en son honneur et officialisée en 2018.
Les élections municipales se font en bloc pour le maire et les six conseillers.
Selon les données statistiques annuelles compilées par le MAMH (Ministère des affaires municipales et de l'Habitation du Québec), la valeur foncière totale des bâtiments et terrains taxables sis sur le territoire de la Ville d'Amos (valeur uniformisée) s'établissaient à 1,376 milliard ($CAD) en 2019 et 1,435 milliard ($CAD) en 2020, soit un bond de 59 millions ($CAD).
| Amos Maires depuis 2002                                                                                              |                    |         |          |
| Élection | Maire              | Qualité | Résultat |
| 2002 | Ulrick Chérubin    |         | Voir     |
| 2005 | Ulrick Chérubin    | Voir    |          |
| 2009 | Ulrick Chérubin    | Voir    |          |
| 2013 | Ulrick Chérubin    | Voir    |          |
| 2015 | Sébastien D'Astous |         | Voir     |
| 2017 | Sébastien D'Astous | Voir    |          |
| 2021 | Sébastien D'Astous | Voir    |          |
| Élection partielle en italique Depuis 2005, les élections sont simultanées dans toutes les municipalités québécoises |                    |         |          |

## Sports
Amos a accueilli les Jeux du Québec durant l'hiver 1978 ainsi que pendant l'été 2005, soit du 5 au 13 août.
La ville est représentée par les Forestiers dans la ligue de hockey midget AAA du Québec depuis la saison 1990-91. Les équipes Kodiak de l'école secondaire La Calypso et de la Polyvalente de la Forêt évoluent dans plusieurs domaines tels le basket-ball, la gymnastique et le volleyball. La natation quant à elle est représentée par le club de Aquamos, le cyclisme est représenté par le Club Cycliste d'Amos.

## Culture

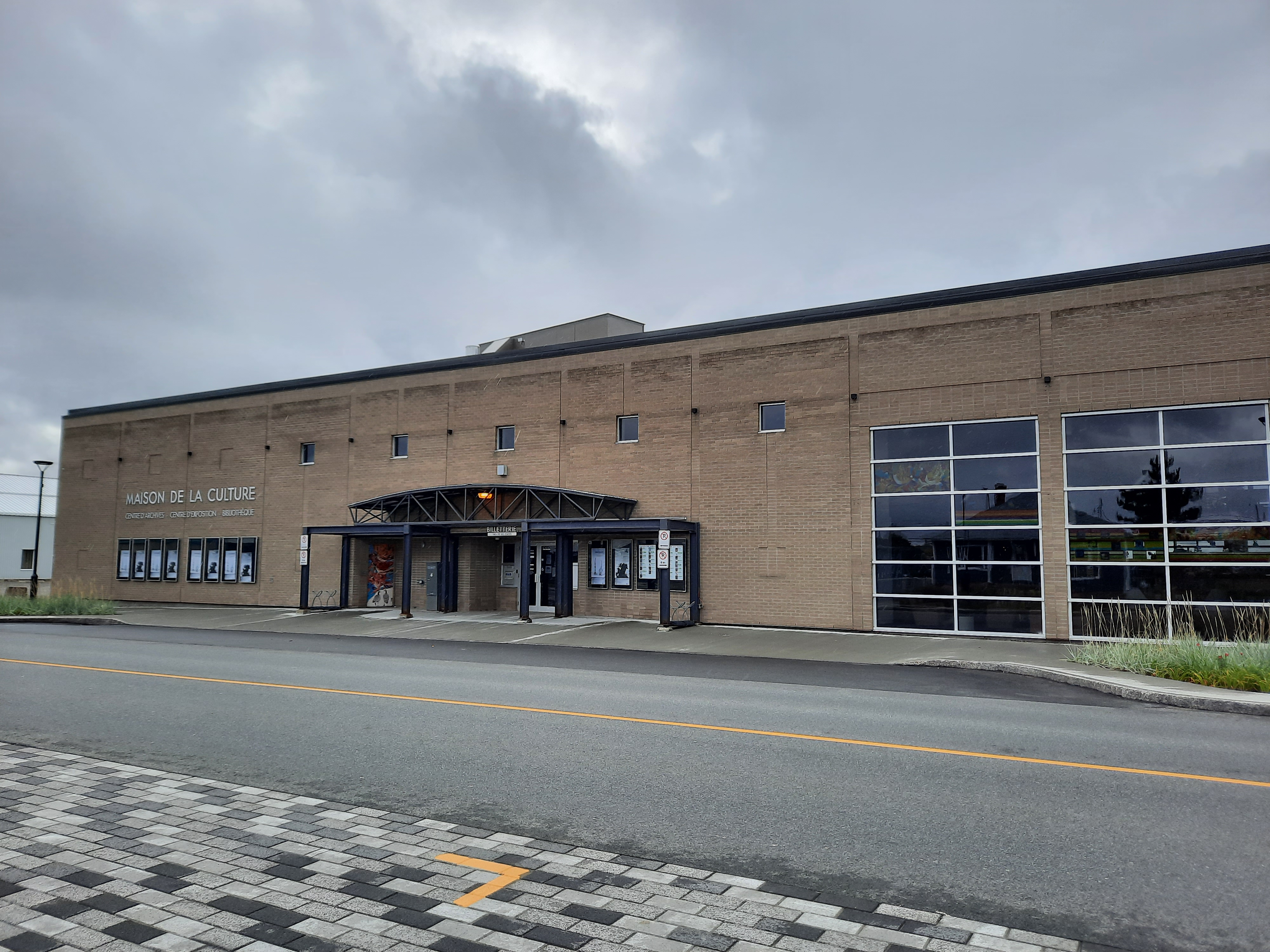
Maison de la culture d'Amos, Québec.

Amos possède un théâtre qui s'appelle le Théâtre des Eskers. Amos a aussi une école de théâtre (l'école d'arts La Rallonge) ainsi que plusieurs équipes d'improvisation telles que "Les hystérik" de l'école, "La Calypso", "Les Zuccini Zizanique" de "La polyvalente de la forêt" et la ligue pour adultes "Lalibaba". "L'ensemble vocal de l'amitié" existe depuis 1987[réf. nécessaire].
Depuis 2007, le festival estival annuel H20 a lieu dans la ville d'Amos. Lors de cet évènement, les festivaliers peuvent notamment assister à des spectacles de musique, participer à des courses de bateaux et expérimenter de nombreux divertissements familiaux. En 2018, il y a eu un achalandage record de 55 103 festivaliers et 388 bénévoles.
Depuis 2013, la ville est l'hôte de la fête éclectique envahissante de l'Abitibi-Témiscamingue. Comme le dit son nom, cet événement célébrera l'éclectisme culturel, en envahissant des espaces de diffusion alternatifs et inusités sur le territoire de la MRC Abitibi. Le projet est né dans la tête de Mathieu Larochelle et Jenny Corriveau, qui ont fondé le Collectif des Fées en feu. Le festival existe toujours en 2023.
Le Conseil de la culture de l'Abitibi-Témiscamingue est le conseil régional de la culture qui accompagne le développement des artistes professionnels et des organismes culturels sur tout le territoire de la région, incluant la ville d'Amos.
La ville d'Amos a également une bibliothèque municipale se trouvant dans la Maison de la culture d'Amos. Le Centre d'exposition d'Amos est également présent dans ce bâtiment. Le centre d'archives de la Société d'histoire d'Amos s'y trouve aussi. La Société d'histoire d'Amos (SHA) est un organisme sans but lucratif créé en 1980. Elle remplace la Société historique du diocèse d’Amos dont la fondation remonte à 1952. Sa mission principale est d'acquérir, conserver et diffuser le patrimoine documentaire des individus, familles, entreprises et organismes de la MRC Abitibi.
À Amos se trouve aussi la maison Hector-Authier, construite en 1912. Cette demeure, d'un grand intérêt patrimonial, est aujourd'hui un lieu d'interprétation.

## Personnalités associées
- Fany Britt, autrice et dramaturge
- Maxime Brinck-Croteau, olympien
- Karol-Ann Canuel, cycliste professionnelle
- Ulrick Chérubin, l'un des premiers maires noir de la province de Québec (de 2002 à 2014).
- Édith Cochrane, actrice et animatrice de télévision
- Roy Dupuis, acteur
- Martin Guérin, cinéaste
- Marilyse Hamelin, journaliste et écrivaine
- Keven Lacombe, cycliste professionnel
- Samuel Larochelle, journaliste et auteur
- Guillaume Lefebvre, joueur de hockey professionnel dans la Ligue nationale de hockey.
- Marc Lemay, homme politique
- Martin Lemay, homme politique
- Danielle S. Marcotte, auteure pour enfants canadienne.
- Pierrick Naud, cycliste professionnel.
- Marc Ouellet, cardinal
- Mathieu Roy, joueur de hockey professionnel dans la ECHL
- Nicolas Roy, joueur de hockey professionnel dans la LNH
- Samian, rappeur et acteur
- Alfred Tremblay, prospecteur et explorateur arctique

## Évêché
- Diocèse d'Amos
- Cathédrale Sainte-Thérèse-d'Avila d'Amos

## Pensionnat autochtone d'Amos (Saint-Marc-de-Figuery)
L'ancien pensionnat indien d'Amos (IRS) était situé à Saint-Marc-de-Figuery à une quinzaine de kilomètres au sud d’Amos. Il faisait partie de l'un des 139 pensionnats pour Autochtones du Canada (12 au Québec). Ouvert en 1955, l'école et le pensionnat ont fermés le 30 juin 1973.

## Communautés avoisinantes
- Lac-Gauvin
- Saint-Maurice-de-Dalquier
- La Ferme/Trécesson
- Villemontel[Lequel ?]
- Berry (St-Nazaire, St-Gérard)
- Saint-Mathieu-d'Harricana
- La Motte
- Preissac
- Saint-Marc-de-Figuery
- La Corne
- Pikogan, communauté algonquine
- Saint-Félix-de-Dalquier
- Landrienne

## Littérature
La Cathédrale Sainte-Thérèse-d'Avila, son architecture, son histoire, sa crypte où sont inhumés les pères fondateurs d'Amos, voire de l'Abitibi elle-même, Mgr Joseph-Oscar-Viateur Dudemaine et Hector Authier, sont avantageusement mis de l'avant dans le roman arthurien L'ultime trésor écrit par Joël Pagé en 2017. Il en est également de même de deux autres particularismes patrimoniaux de cette ville, soit son hôpital régional spécialisé en traumatologie, l'Hôtel-Dieu d'Amos, de même que la rivière Harricana qui traverse du sud au nord cette ville.